# La Peau des hommes
La Peau des hommes (titre original en allemand : Das Geduldige Fleisch) est un roman de guerre de Willi Heinrich, racontant les combats sur le Front de l'Est d'une escouade de soldats allemands en 1943. Celle-ci est décimée au cours de la retraite depuis la péninsule de Taman, dans le Caucase soviétique.
Le film de guerre de Sam Peckinpah Croix de fer, sorti en 1977, est tiré de ce roman. Pour faciliter le rapprochement, les éditions ultérieures sont titrées Croix de fer.

## Base historique
Le personnage "sergent Steiner" semble inspiré de Johann Schwerdfeger. Ce soldat participa, au sein du Jäger-Regiment 228 de la 101e division de chasseurs, après avoir combattu à Rostov et à Maïkop dans le Caucase, à la retraite au travers du Kouban vers la péninsule de Taman. Cette action tient lieu de cadre au roman Das Geduldige Fleisch (La Peau des hommes).
Dans deux passages du roman, Meyer (Schäfer dans l'édition originale) indique à Stransky que Steiner a sauvé la vie du lieutenant-colonel Brandt (Strauss dans ce cas). Dans Das Geduldige Fleisch, en allemand :
« Steiner hat ihm einmal sein Leben gerettet » et « Es war bei Studenok am Donez. Strauss führte damals schon das Bataillon. Die zweite Kompanie lag, soviel mir bekannt ist direkt am Donez. Den Russen war es gelungen, bei Nacht über den Fluss zu kommen. Bei den Kämpfen wurde die zweite Kompanie fast völlig aufgerieben »
En français :
« Steiner a sauvé sa vie, une fois [...] C'est arrivé à Studenok, sur le Donets. Brandt était déjà à la tête du bataillon. La deuxième compagnie se trouvait, si je me souviens bien, sur la rive droite. Les Russes avaient réussi à franchir la rivière pendant la nuit. Pendant le combat, la deuxième compagnie a été pratiquement anéantie. »
Pendant la guerre, un événement similaire est arrivé au premier bataillon du Jäger-Regiment 228. Deux ouvrages allemands d'histoire militaire portant sur la division indiquent qu'une des compagnies du bataillon fut surprise et sévèrement attaquée par deux régiments russes et onze chars de la 296e division de fusilliers, lorsqu'elle tentait de franchir la Donets, dans la nuit du 19 au 20 mai 1942.

## Personnages

### Le peloton
- Feldwebel Rolf Steiner
- Unteroffizier Krüger
- Obergefreiter Karl 'Schnurrbart' Reisenauer
- Soldat Dorn
- Soldat Hollerbach
- Soldat Pasternack
- Soldat Dietz
- Soldat Kern
- Soldat Zoll
- Soldat Maag
- Soldat Anselm

### Commandement
- Capitaine Stransky
- Lieutenant-colonel Brandt
- Capitaine Kiesel
- Lieutenant Meyer
- Lieutenant Gausser
- Lieutenant Triebig